# Leptogorgia pinnata
Leptogorgia pinnata är en korallart som först beskrevs av Carl von Linné 1758.  Leptogorgia pinnata ingår i släktet Leptogorgia och familjen Gorgoniidae. Inga underarter finns listade i Catalogue of Life.